# Ongjin, Incheon
Huyện Ongjin là một huyện ở thành phố Incheon, Hàn Quốc. Huyện bao gồm một nhóm các đảo ở biển Hoàng Hải.
Bốn trong số các đảo, bao gồm: Yeonpyeong, Baengnyeong, Daecheong và Socheong - rất gần với giới tuyến trên biển với Bắc Triều Tiên. Các đảo này gần bán đảo Ongjin cùng tên thuộc tỉnh Nam Hwanghae, với một khoảng cách đáng kể từ phần gần nhất của Hàn Quốc đại lục. Những quần đảo này là điểm đến phổ biến với khách du lịch.

## Liên kết
- Trang chủ chính thức